# Meunasah Buloh (Lhoksukon)
Meunasah Buloh is een bestuurslaag in het regentschap Aceh Utara van de provincie Atjeh, Indonesië. Meunasah Buloh telt 460 inwoners (volkstelling 2010).